# Jubileumbank Vondelpark
De Jubileumbank Vondelpark of Oprichtersbank is een gedenkbank in het Vondelpark in Amsterdam-Zuid.

## Versie 1
Op 14 april 1939 onthulde Chr. P van Eeghen de "eerste jubileumbank". Deze bank was een schenking van het personeel aan het bestuur van het Vondelpark. De reden was het vijfenzeventigjarig bestaan van een park tussen de Stadhouderskade en de Amstelveenseweg; het park ging in 1865 open met als naam Nieuwe Park. Vijfenzeventig jaar later was de Vereniging tot oprichting van een rij- en wandelpark te Amsterdam nog steeds eigenaar van het park, dat in 1897 Vondelpark was gaan heten en pas in 1953 aan de gemeente Amsterdam werd overgedragen. De in 1939 onthulde bank stond voor het Rosarium en had een sluitsteen in het midden met de tekst:
Op den 14den april 1939
werd deze steen door het personeel aangeboden aan het bestuur
by het 75 jarig bestaan van het park.
Het straatmeubel liep in een halve cirkel en bestond uit zeven zitelementen met vijf bollen op de rugleuningen. In drie van die leuningen waren de namen van 32 van de 34 oprichters gegraveerd.

## Versie 2
In 1960 kwam een tweede versie van de bank, een replica: zeven zittingen op een gemetselde voet. Hierin werden dezelfde 32 namen van oprichters steenvast vereeuwigd. De letters vervaagden in de loop der tijd door verwering en schoonmaak, ook de bank zelf raakte in verval.

## Versie 3
In het kader van een langdurige renovatie van het park, die duurde  van 1999 tot 2010 werd er op 14 april 2010 een derde versie onthuld. Het ontwerp van beeldend vormgever Geert  Lebbing ging uit van het hergebruik van de zeven “zittingen” uit  de vervallen 1960-versie. Hij plaatste deze stenen zittingen  opnieuw een halve cirkel en vatte ze in een  halfronde cortenstalen achterwand. In die stalen  band zijn de namen van de oprichters overeenkomstig de vervaagde namen en middentekst uitgefreesd, met in het midden nu de tekst:

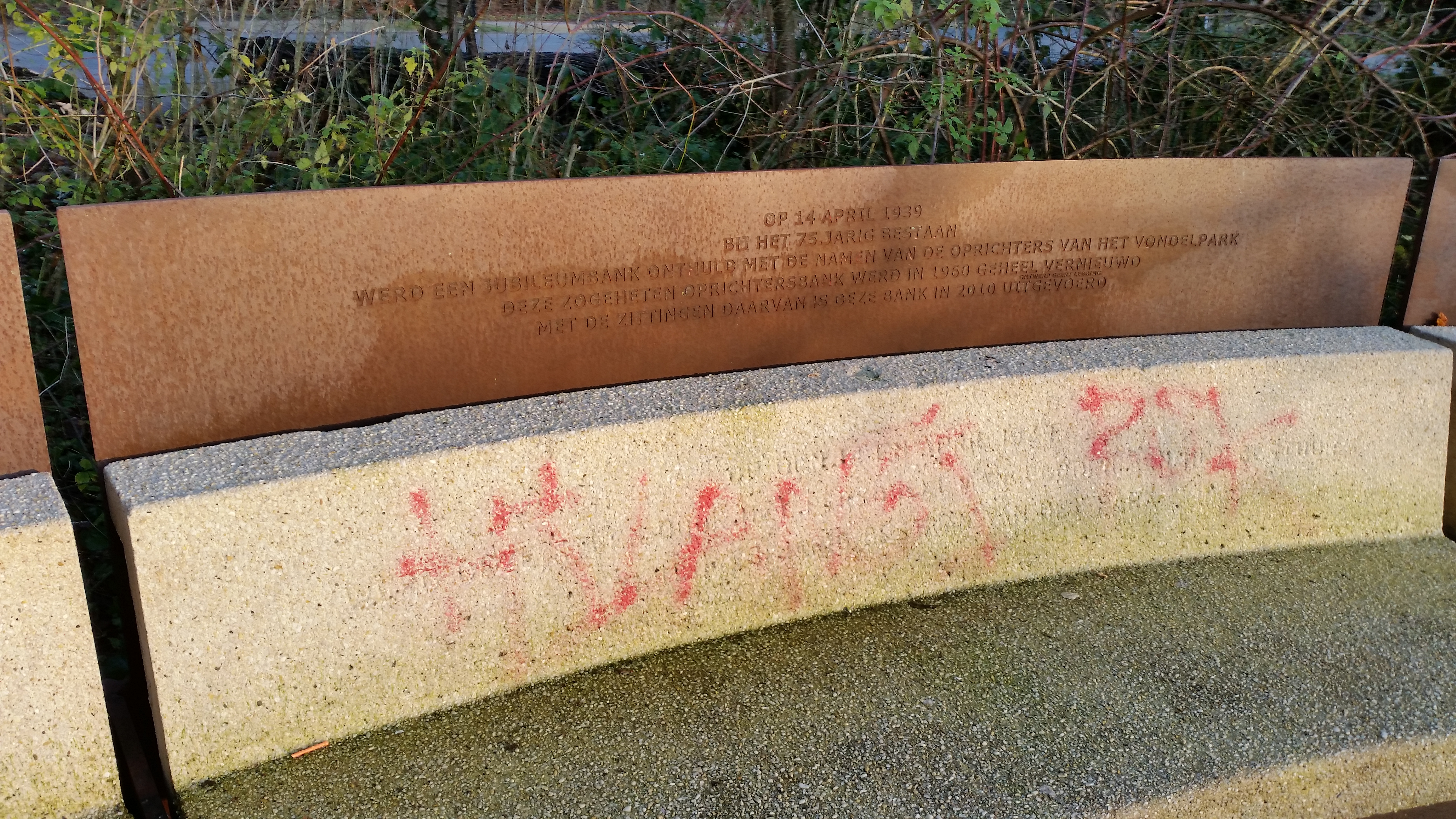
Segment van de Jubileumbank (december 2019)

Op april 1939
bij het 75-jarig bestaan
werd een jubileumbank onthuld met de namen van de oprichters van het Vondelpark.
Deze zogeheten Oprichtersbank werd in 1960 geheel vernieuwd.
Met de zittingen daarvan is deze bank in 2010 uitgevoerd.
Onder de bank is te lezen:
Vondelpark 1864 Deze jubileumbank eert de oprichters van het rij- en wandelpark te Amsterdam 2010 Vondelpark
. De onthulling vond plaats op 14 april 2010.